# BSP (hudební skupina)
BSP je česká rocková superskupina, jejíž členové jsou Ota Balage (klávesy), Kamil Střihavka (zpěv) a Michal Pavlíček (kytara). Při koncertech je doprovázel ještě bubeník Miloš Meier. Název skupiny vznikl ze začátečních písmen v příjmeních jednotlivých členů, tedy Balage–Střihavka–Pavlíček.

## Diskografie
- 1993 BSP I: Ota Balage For Kamil Střihavka By Assistance Michal Pavlíček
- 1994 BSP II: Michal Pavlíček For Kamil Střihavka With The Assistance Of Ota Balage: obsahuje mimo jiné skladbu Země vzdálená